# Réserve naturelle volontaire de Collibareau
La réserve naturelle volontaire de Collibareau  (RNR 63) est une ancienne réserve naturelle volontaire française créée le 27 mai 1980, sur le territoire de la commune de Saint-Antoine-sur-l'Isle, dans le département de la Gironde. Elle occupait une superficie de 14 hectares.

## Histoire du site et de la réserve
L'intérêt du site aboutit à un classement en RNV en 1980. La loi « démocratie de proximité » du 27 février 2002 transforme les RNV en réserves naturelles régionales (RNR), ce qui est le cas pour Collibareau.
Le décret d'application no 2005-491 du 18 mai 2005 précise dans son article 6 que « le classement en RNR court jusqu'à l'échéance de l'agrément qui avait été initialement accordé à la réserve volontaire ». Le classement en RNR a donc pris fin après six ans depuis le dernier agrément, probablement au début des années 2000.

## Écologie (biodiversité, intérêt écopaysager…)
À l'époque du classement en RNV, la Cistude d'Europe était présente sur le site.

## Administration, plan de gestion, règlement...
L’administration locale et la gestion sont assurés par le gestionnaire, sous le contrôle de l’État et du conseil régional d'Aquitaine ; 
Klein Stéphane, 33500 Libourne.

### Outils et statut juridique
Arrêté de création : 27/05/1980